# Montpinchon
Montpinchon là một xã thuộc tỉnh Manche trong vùng Normandie tây bắc nước Pháp. Xã này nằm ở khu vực có độ cao trung bình 142 mét trên mực nước biển.
Dân số theo điều tra năm 1999 là 539 người.